# Neferkara Khendu
Neferkara Khendu (fl. XXII secolo a.C.) è stato un faraone appartenente alla VIII dinastia egizia.

## Biografia
L'unica delle liste reali che riporta i nomi dei sovrani che formano VIII dinastia è quella di Abido, in cui Neferkara Khendu occupa il posto 45.
Il Canone Reale è danneggiato e del tutto illeggibile proprio nella parte che dovrebbe contenere i sovrani di questa dinastia.
Come per altri sovrani di questa dinastia e delle dinastie IX e X è possibile che Menkara abbia regnato solamente su parte dell'Egitto e contemporaneamente con altri dinasti.
Il nome di questo monarca compare anche su un sigillo cilindrico.

## Liste Reali
| ra | nfr | kA | Aa1 | n · d | w | D56 |

| ra | nfr | kA | Aa1 | n · d | w | D56 |

| ra | nfr | kA | Aa1 | n · d | w | D56 |

| ra | nfr | kA | Aa1 | n · d | w | D56 |

| ra | nfr | kA | Aa1 | n · d | w | D56 |

| ra | nfr | kA | Aa1 | n · d | w | D56 |

| ra | nfr | kA | Aa1 | n · d | w | D56 |

| ra | nfr | kA | Aa1 | n · d | w | D56 |